# A doua invazie a marțienilor
A doua invazie a marțienilor (rusă Второе нашествие марсиан) este o povestire științifico-fantastică din 1967 scrisă de Arkadi și Boris Strugațki. Povestirea a fost tradusă de Valerian Stoicescu și a fost publicată în Almanah Anticipația 1988 din 1987.

## Povestea
Povestea începe într-un oraș necunoscut dintr-o țară nespecificată, dar aproape sigur de pe Pământ. Toate personajele și câteva locuri menționate au nume elene, dar nu este nimic specific culturii grecești în poveste, ci mai degrabă, utilizarea unor denumiri nici rusești, nici engleze poate să fi fost o încercare de a pune lucrarea în afara războiului ideologic din acel timp.
Personajul principal, Apollon, este un profesor pensionar care trăiește cu fiica sa (soția sa fiind decedată) și cu menajera. El probabil a ieșit de curând la pensie pentru că încă nu primește pensia. Pensia sa este, de departe, cele mai important și îngrijorător subiect pentru el în timpul celor două săptămâni descrise în povestire. El este în așteptarea unei decizii din partea ministrului privind gradul de pensie, și, respectiv, suma. Diferența dintre primul grad și al treilea s-ar traduce ca diferența între a nu fi capabil să se mai întrețină și posibilitatea să continue hobby-ul său (și singurul interes semnificativ), anume colecționarea de mărci poștale.
În același timp, lucruri foarte stranii se întâmplă în orașul din apropiere, și apoi în orașul său. Inițial zgomote și imagini neobișnuite generează panică și un mare interes în rândul publicului, dar treptat devine larg acceptată ideea că țara (și, probabil, planeta întreagă) este invadată de marțieni.
Acesta este momentul în care cititorul este expus la reacția șocantă, dar naturală, a majorității populației. Singura grijă a lui Apollon față de acest fenomen unic în istorie este ce va aduce această întâmplare asupra pensiei sale și mai ales dacă noile ștampile (care îi vor aproba pensia) vor fi tipărite de noul guvern marțian.
În timp devine clar că invadatorii, indiferent dacă sunt sau nu marțieni, încep să cumpere suc gastric pentru un motiv complet necunoscut și sunt dispuși să plătească o sumă considerabilă pentru orice om care voluntar îl donează. Aceasta descoperire schimbă treptat starea de spirit generală în oraș de la precauție la optimism exagerat. Cetățenii încep să se bucure foarte mult cu gândul la viitoarele câștiguri. Din nou, nimănui nu îi pasă de ce marțienii au nevoie de astfel de lichid, sau dacă invadatorii sunt marțieni sau dacă sunt măcar extratereștrii. Câștigurile în plus, care sunt imediat folosiți în cârciuma din apropiere, reprezintă un motiv mai mult decât suficient pentru a câștiga sprijinul majorității populației.
Agricultorii sunt și ei foarte încântați. Una din primele acțiuni ale noului guvern a fost să cumpere (la prețuri mult mai mari) toate recoltele, chiar dacă erau coapte sau nu, pentru ca apoi să furnizeze fermierilor un nou soi de cereale din care se făcea un soi de pâine albastră. Cereale noi cresc foarte repede și pâinea rezultată, deși are o culoare neobișnuită, pare a fi gustoasă și este (informație ce devine cunoscută imediat) o sursă foarte bună pentru producția samagonului. Guvernul acordă fermierilor chiar și un avans pentru achiziționarea viitoare a pâinii, ceea ce îi face complet loiali.

## Adaptări
- Wojna swiatów - nastepne stulecie la IMDb</ A doua invazie a marțienilor] la Internet Movie Database